# Alstroemeria arnicana
Alstroemeria arnicana là một loài thực vật có hoa trong họ Alstroemeriaceae. Loài này được Ravenna mô tả khoa học đầu tiên năm 2000.